# Le Thour
Le Thour é uma comuna francesa na região administrativa de Grande Leste, no departamento das Ardenas. Estende-se por uma área de 16,62 km². Em 2010 a comuna tinha 398 habitantes (densidade: 23,9 hab./km²).